# Çokumeşme, Sarıkaya
Çokumeşme là một xã thuộc huyện Sarıkaya, tỉnh Yozgat, Thổ Nhĩ Kỳ. Dân số thời điểm năm 2010 là 215 người.